# محطة برونسبوتل للطاقة النووية
محطة برونسبوتل للطاقة النووية هي محطة طاقة نووية في برونسبوتل بالقرب من هامبورغ، في ألمانيا. بدأت المحطة عملها في العام 1976. من المقرر أن تسحب من الخدمة في 2009.